# Банк Мозамбіку
Банк Мозамбіку (ісп. Banco de Moçambique) —— центральний банк Мозамбіку.

## Історія
У 1854 році адміністрацією колонії початий випуск паперових грошей в рейсах. В основному вони оберталися в межах Лоренсу-Маркіша і не грали помітної ролі в грошовому обігу колонії.
29 січня 1878 року початий випуск банкнот Національного заморського банку.
У 1916 році Компанія Мозамбіку отримала згоду Національного заморського банку на відкриття банку в Бейра. Банк Бейра почав роботу і випуск банкнот в 1919 році. У 1929 році емісійне право Банку Бейри було передане безпосередньо Компанії Мозамбіку, що створила для цієї мети Емісійну касу. Емісія банкнот компанії почата у в 1930 році.
У 1919–1922 роках випускалися також муніципальні грошові знаки.
Уніфікація грошового обігу в Мозамбіку була досягнута в 1953 році. Єдиним емісійним центром став Національний заморський банк.
Підписане 7 вересня 1974 року в Лусаці угода між португальським урядом і ФРЕЛІМО передбачала створення в Мозамбіку центрального банку і передачу йому активів і пасивів відділення Національного заморського банку. 14 травня 1975 року ухвалений закон, що наділяє перехідний уряд правом створення центрального банку. 17 травня 1975 заснований Банк Мозамбіку.
У 1978 році відділення Національного заморського банку припинило роботу.